# نیسا گودرج
نیسا گودرج (انگلیسی: Nisa Godrej؛ زادهٔ ۱۹۷۸) اهالی کسب‌وکار و مدیر اجرایی اهل هند است. وی فرزند ادی گودرج و از مالکین گروه گودرج و از اعضای خانواده گودرج می‌باشد.